# Stephen Gleeson
Stephen Gleeson (Dublín, Irlanda, 3 de agosto de 1988) es un futbolista irlandés. Juega de centrocampista en el Hitchin Town F. C. de la Southern Football League de Inglaterra.

## Selección nacional
Ha sido internacional con la selección de fútbol de Irlanda en 4 ocasiones.

## Clubes
| Club                              | País       | Año       |
| --------------------------------- | ---------- | --------- |
| Wolverhampton Wanderers F. C.     | Inglaterra | 2006-2009 |
| Stockport County F. C. (cedido)   | Inglaterra | 2006-2007 |
| Hereford United F. C. (cedido)    | Inglaterra | 2008      |
| Stockport County F. C. (cedido)   | Inglaterra | 2008      |
| Milton Keynes Dons F. C. (cedido) | Inglaterra | 2009      |
| Milton Keynes Dons F. C.          | Inglaterra | 2009-2014 |
| Birmingham City F. C.             | Inglaterra | 2014-2018 |
| Ipswich Town F. C.                | Inglaterra | 2018      |
| Aberdeen F. C.                    | Escocia    | 2018-2020 |
| Solihull Moors F. C.              | Inglaterra | 2020-2021 |
| Hemel Hempstead Town F. C.        | Inglaterra | 2021      |
| Hitchin Town F. C.                | Inglaterra | 2021-     |